# Michaela Drummond
Michaela Drummond (ur. 5 kwietnia 1998 w Te Awamutu) – nowozelandzka kolarka torowa i szosowa, dwukrotna medalistka mistrzostw świata.

## Kariera
Pierwsze medale w karierze zdobyła w 2014 roku, kiedy zwyciężyła w scratchu i omnium na kolarskich mistrzostwach Oceanii juniorów w Adelaide. Rok później zdobyła złoto w drużynowym wyścigu na dochodzenie na torowych mistrzostwach świata juniorów w Astanie, a w 2016 roku była druga w tej konkurencji i w omnium podczas mistrzostw świata juniorów w Aigle. Na mistrzostwach świata w Hongkongu w 2017 roku zdobyła brązowy medal w drużynowym wyścigu na dochodzenie. Wynik ten reprezentacja Nowej Zelandii z Drummond w składzie na mistrzostwach świata w Pruszkowie w 2019 roku. Ponadto zdobyła srebrne medale w scratchu, wyścigu punkotwym i drużynowym wyścigu na dochodzenie podczas igrzysk Wspólnoty Narodów w Gold Coast w 2018 roku.